# Иоанн Кассиан
Иоа́нн Кассиа́н Ри́млянин (лат. Ioannes Cassianus, или Иоа́нн Массали́йский, лат. Ioannes Massiliensis; ок. 360, Малая Скифия, ныне Добруджа — ок. 435, Массилия, ныне Марсель) — христианский монах и богослов, один из основателей монашества в Галлии, видный теоретик монашеской жизни.

## Биография
Родом из Марселя (по другой версии — из Добруджи), он прибыл в Палестину и в Вифлеемском монастыре принял монашество. С 390 года около десяти лет провёл в странствованиях по монастырям и скитам Египта, изучая правила и обычаи монашества. Около 400 года прибыл в Константинополь, где Иоанном Златоустом был посвящён в диаконы.
В 405 году отправлен Константинопольской Церковью в Рим искать защиты для Иоанна Златоуста. Затем поселился в Марселе. Был рукоположён в пресвитеры. Основал в Марселе два монастыря — мужской и женский, по типу египетских монастырей.
Написал 12 книг «О правилах общежительных монастырей» (лат. De coenobiorum institutis) и 24 «Собеседования» (лат. Collationes) с египетскими аввами о разных понятиях нравственного христианского учения. Сочинение Иоанна «О воплощении Господа, против Нестория» (лат. De incarnatione Domini contra Nestorium) в семи книгах — догматико-полемический трактат, написанный Кассианом в 429—430 гг. по просьбе римского архидиакона Льва (будущего папы). Несмотря на некоторые терминологические неточности и повторы, является одним из самых ранних западных сочинений против ереси несторианства.
Высказывания Иоанна Кассиана вошли в сборник «Филокалия» («Добротолюбие»), изданный в 1782 году в Греции и переведённый в России в 1793 году на славянский Паисием Величковским, и затем на русский язык Феофаном Затворником, и содержащий писания и речения Отцов церкви с III века н. э.
В Православной Церкви прославлен как святой, у католиков, согласно Католической Энциклопедии, отдельные его взгляды после его смерти осуждены как полупелагианские, однако сам он неофициально почитается в Марселе и упоминается в качестве святого папой Урбаном V (1362—1370).
Почитание православной церковью — в невисокосные годы 28 февраля (13 марта), в високосные годы 29 февраля (13 марта).

## О монашестве
Кассиан много писал о монашеской жизни. В частности, в «Уставе иноческого общежития» он детально описывает монашескую одежду, которая состояла из кукуля (чепчик), коловия (κολοβος), нарамника (αναβολὴ), мафория (плаща) и милоти (кожаной куртки). Также монахи носили жезл и сандалии. Прежде всего, монах отказывается от всего мирского (в том числе имущества) и поступает в распоряжение старца. Пребывание в монастыре состоит из общих молитв (включая славословие и пение псалмов). Для общих молитв выбирается третий, шестой и девятый часы (от восхода солнца). Также производится чтение Писания и участие в общих трапезах. Остальное время монахи проводят в рукоделии или выполнении поручений.

## Касьянов день и суеверия
Из-за скачков даты памяти Иоанна Кассиана в невисокосные годы, возникали суеверия и народные приметы связанные с этим святым. Иногда встречаются версии о переносе на Касьянов день обрядов и представлений, связанных с языческими проводами зимы и Кащея, но строгих научных обоснований этой теории нет.
- У восточных славян Касьянов день считался одним из самых опасных, демонических дней. Считалось, что всё, что каким-либо образом связано с этим днём, будет неудачным: если человек в этот день выйдет на улицу, то он рискует заболеть или умереть, если захочет поработать, то работа не будет спориться[6].
- В простонародном представлении образ «Святого Касьяна», несмотря на всю праведность жизни реального человека, представлялся как отрицательный. В образе св. Касьяна, известном по сказкам, присутствуют демонические черты: несоразмерно большие веки, смертоносный взгляд («Касьян на что ни взглянет, всё вянет»), косоглазие («Касьян глазом косит»), дурной характер, злобность, связь с демонами, а также завистливость, склочность, маленький рост (болг.) и др.[7] (ср. Вий).
- В русских сказках А.Н.Афанасьева оппонентом Касьяна обычно является Никола-угодник, причём Николе отводится роль положительного героя, а Касьян выполняет функцию недостаточно умного или эмоционально чёрствого персонажа[8].